# Eremobates angustus
Eremobates angustus är en spindeldjursart som beskrevs av Muma 1951. Eremobates angustus ingår i släktet Eremobates och familjen Eremobatidae. Inga underarter finns listade i Catalogue of Life.